# Okręg wyborczy Callington
Okręg wyborczy Callington powstał w 1585 r. i wysyłał do angielskiej, a następnie brytyjskiej, Izby Gmin dwóch deputowanych. Okręg obejmował miasto Callington w Kornwalii. Został zlikwidowany w 1832 r.

## Deputowani do brytyjskiej Izby Gmin z okręgu Callington

### Deputowani w latach 1585–1660
- 1593: Robert Carey
- 1614–1624: Henry Rolle
- 1624–1625: Edward Seymour
- 1625: Richard Weston
- 1626–1628: John Rolle
- 1640–1642: Arthur Ingram
- 1640–1643: George Fane
- 1646–1648: Edward Clinton, lord Clinton
- 1646–1648: Thomas Dacres
- 1659: James Carew
- 1659: Anthony Buller

### Deputowani w latach 1660–1832
- 1660–1660: Robert Rolle
- 1660–1660: Edward Herle
- 1660–1661: John Coryton
- 1660–1661: Hugh Pollard
- 1661–1661: Allen Brodrick
- 1661–1679: Cyril Wyche
- 1661–1665: Henry Bennet
- 1665–1679: Samuel Rolle
- 1679–1679: John Coryton
- 1679–1685: Richard Carew
- 1679–1681: William Trevisa
- 1681–1689: William Coryton
- 1685–1690: John Coryton
- 1689–1690: Jonathan Prideaux
- 1690–1695: Francis Fulford
- 1690–1695: Jonathan Prideaux
- 1695–1701: William Coryton
- 1695–1698: Francis Gwyn
- 1698–1701: Francis Fulford
- 1701–1702: Robert Rolle
- 1701–1719: Samuel Rolle
- 1702–1703: John Acland
- 1703–1712: William Coryton
- 1712–1713: Henry Manaton
- 1713–1722: John Coryton
- 1719–1748: Thomas Coplestone, wigowie
- 1722–1727: Thomas Lutwyche
- 1727–1734: John Coryton
- 1734–1741: Isaac le Heup
- 1741–1754: Horatio Walpole, wigowie
- 1748–1754: Edward Bacon
- 1754–1761: Sewallis Shirley
- 1754–1756: John Sharpe
- 1756–1771: Fane William Sharpe
- 1761–1768: Richard Stevens
- 1768–1774: Thomas Worsley
- 1771–1780: William Skrine
- 1774–1778: John Dyke Acland
- 1778–1784: George Stratton
- 1780–1784: John Morshead
- 1784–1801: John Call
- 1784–1806: Paul Orchard
- 1801–1803: John Inglett-Fortescue
- 1803–1806: Ambrose St John
- 1806–1807: William Wickham
- 1806–1807: William Garrow
- 1807–1812: Thomas Hamilton, lord Binning, torysi
- 1807–1810: Thomas Carter
- 1810–1818: William Stephen Poyntz
- 1812–1813: John Leman Rogers
- 1813–1818: Charles Trefusis
- 1818–1820: Edward Pyndar Lygon, torysi
- 1818–1820: Christopher Robinson, torysi
- 1820–1830: Matthias Attwood, wigowie
- 1820–1826: William Thompson, wigowie
- 1826–1831: Alexander Baring, torysi
- 1830–1831: Bingham Baring, torysi
- 1831–1832: Henry Bingham Baring, torysi
- 1831–1832: Edward Charles Hugh Herbert, torysi